# Astragalus sciadophorus
Astragalus sciadophorus är en ärtväxtart som beskrevs av Adrien René Franchet. Astragalus sciadophorus ingår i släktet vedlar, och familjen ärtväxter. Inga underarter finns listade i Catalogue of Life.